# Amlan
Amlan é um município de  quarta classe de renda municipal (d) na província Negros Oriental, nas Filipinas. De acordo com o censo de 1 de maio  de  2020 possui uma população de 25 513 pessoas e 6 158 domicílios.